# Bjørn Skaare
Bjørn Skaare (né le 29 octobre 1958 à Oslo en Norvège — mort le 21 juin 1989) est un joueur de hockey sur glace professionnel, évoluant au poste de centre, souvent considéré par ses compatriotes comme ayant été le meilleur joueur norvégien de son époque.
En 1978, il devient le premier joueur norvégien à être sélectionné lors d'un repêchage amateur de la Ligue nationale de hockey ; quelques mois plus tard, il devient le premier Norvégien à jouer une rencontre dans la LNH avec les Red Wings de Détroit. En 13 ans de carrière, il remporte deux titres de champions de Norvège, une médaille d'argent dans le championnat de Suède, un titre de champion dans la Ligue centrale de hockey aux États-Unis, le titre de meilleur de joueur du championnat de Suède ainsi que celui du championnat autrichien ; il compte également plusieurs sélections dans l'équipe-type du championnat de Norvège.

## Biographie

### Son enfance et ses débuts
Bjørn Skaare est né le 29 octobre 1958 à Oslo, capitale de la Norvège. Il grandit à Kalbakken, un quartier au nord-est de la ville et souffre d'asthme dès l'âge de deux ans. Quatre ans plus tard, il reçoit une paire de patins à glace pour Noël ; il aime alors patiner mais joue également au football. À huit ans, il fait ses débuts avec le Furuset ishockey (FIF), club de hockey proche du quartier où il vit. Il s'avère rapidement talentueux : en 1970, il participe à un tournoi en Allemagne où il est élu meilleur joueur de l'événement. En 1971-1972, Skaare et l'équipe du FIF sont sacrés champions de Norvège ; il remporte également le titre de champion junior en 1974 alors qu'il n'a que 16 ans.

### La Suède, le Canada puis la LNH
Skaare commence sa carrière professionnelle en quittant son pays en 1976 : il signe un contrat avec le club suédois du Färjestads Bollklubb pour la saison 1976-1977. Il joue finalement peu avec l'équipe et ne compte qu'une dizaine de rencontres et un but. À la place, il est aligné avec l'équipe junior du club pour 40 matchs, 21 buts et 20 passes décisives. Il décide alors de ne pas continuer l'expérience et rentre en Norvège.
Skaare n'y reste pas longtemps puisque dès la saison suivante, il joue dans un nouveau championnat : il s'aligne en effet avec les 67 d'Ottawa, une équipe junior du Canada qui évolue dans la Ligue de hockey junior majeur de l'Ontario. Il joue aux côtés d'une future star de la Ligue nationale de hockey, Bobby Smith. Le jeune Norvégien participe à 38 rencontres au cours de la saison 1977-1978 et compte 12 buts pour 30 assistances. Les joueurs du 67 finissent premiers de leur division mais perdent lors des séries éliminatoires au troisième tour au cours desquelles Skaare joue 13 parties pour 12 points. Skaare dispose d'un statut particulier puisqu'il joue la saison avec l'équipe d'Ottawa mais officiellement appartient à la fédération de Norvège de hockey sur glace
Le Norvégien participe au repêchage amateur de la Ligue nationale de hockey de 1978. Skaare est sélectionné par le directeur général des Red Wings de Détroit, Ted Lindsay, lors du quatrième tour, le 62e joueur au total. Il est le premier joueur norvégien de l'histoire à être sélectionné par une équipe de la LNH.
En octobre 1978, il se marie à Ottawa avec Valérie,. Il commence la saison 1978-1979 avec les Red Wings de Kansas City, une équipe de bas de tableau de la Ligue centrale de hockey. L'arrivée de Skaare au sein de l'équipe permet à cette dernière de jouer les premiers rangs. Bud Poile, ancien dirigeant d'équipes de la LNH et président de la LCH, déclare : « Depuis 37 ans que je suis dans le monde du hockey, il est possible que j'ai déjà vu quelqu'un aussi bon sur les patins que Bjørn Skaare mais je ne m'en souviens pas ».
Le 29 novembre, il joue son premier match de la saison et de sa carrière dans la LNH. L'équipe est opposée aux Rockies du Colorado et les deux formations se séparent sur le score de 2-2. Skaare n'inscrit pas de point dans ce qui est finalement son unique match dans la LNH. En effet, il ne finit pas le match et sort rapidement sur blessure après avoir reçu une solide mise en échec par Barry Beck.
Il est réassigné à Kansas City où il termine avec 8 buts et 26 points en 37 matches à la fin de la saison régulière. Il quitte l'équipe et ne participe pas aux séries éliminatoires, le hockey en Amérique du Nord ne lui plaisant plus. Il choisit de retourner en Norvège en février 1979. Sa saison n'est cependant pas finie puisqu'il joue avec l'équipe nationale de Norvège au cours du championnat du monde qui se joue pour la division B en Roumanie. Deuxièmes du groupe B, les Norvégiens participent à la phase finale mais ils finissent derniers de ce groupe. Skaare inscrit deux buts et deux passes décisives en quatre parties jouées.

### De retour en Norvège
Skaare est donc de retour avec son club formateur, le Furuset IF, pour la saison 1979-1980. 27 rencontres sont jouées au cours de la saison régulière et à la fin de celle-ci, le FIF est deuxième derrière le Vålerenga ishockey. Les deux équipes se retrouvent en finale des séries du championnat et Skaare aide les siens à remporter le premier titre de l'équipe depuis près de 30 ans. Sa saison est saluée par une sélection dans l'équipe type du championnat. En 1980-1981, le FIF se classe premier de la saison régulière avec 29 victoires en 34 rencontres mais perd lors du premier tour des séries puis chute dans le match pour la troisième place contre le club de Frisk Asker.
Avec 72 points au cours de la saison régulière, un record pour Skaare en une saison depuis ses débuts, il est le meilleur pointeur de la ligue mais également le meilleur buteur (38) et le meilleur passeur (34). Il est élu meilleur joueur de la saison, reçoit le Gullpucken et est une nouvelle fois élu dans l'équipe type de Norvège. Il participe par la suite au championnat du monde de 1981 avec l'équipe nationale en mars en Italie ; il inscrit un but et deux aides en six rencontres alors que la Norvège se classe sixième de la division B.
Il décide de quitter une nouvelle fois son pays pour la saison 1981-1982 et rejoint le Championnat d'Autriche. Il passe la saison avec le Klagenfurt AC qui lui offre un contrat élevé. Au bout des 28 rencontres de la saison régulière, sa nouvelle équipe se classe première des huit équipes participant au championnat. Une seconde phase de 10 matchs a lieu ensuite mais l'équipe de VEU Feldkirch remporte le premier titre de son histoire en battant la formation de Skaare sur le score de 6-4 lors du match décisif. D'un point de vue personnel, Skaare totalise 58 buts lors de la première phase et il est nommé meilleur joueur de la ligue.
Il revient à Furuset pour la saison 1982-1983 ; auteur de 53 points en 31 rencontres, il aide son équipe à finir une nouvelle fois à la première place du classement de la saison régulière. L'équipe joue donc les séries et remporte le sixième titre de son histoire en battant en finale le Sparta Sarpsborg. Skaare est sélectionné pour la troisième fois de sa carrière dans l'équipe type norvégienne.
En février 1984, il participe aux Jeux olympiques qui se déroulent à Sarajevo. L'équipe nationale ne parvient à récolter qu'un seul point au cours des cinq matchs joués. Ils perdent leurs deux premiers matchs contre la Tchécoslovaquie, 10-4, puis contre la Finlande 16-2. Le troisième match de l'équipe est joué contre les États-Unis vainqueurs de l'édition de 1980. Les Américains, également battus lors de leurs deux premiers matchs, ont à cœur d'obtenir un résultat mais ils encaissent le premier but de la rencontre au bout de 10 minutes. Arne Bergsen profite d'une passe de Skaare pour tromper Bob Mason. Les Américains égalisent puis prennent les devants avant la fin du premier tiers-temps. La deuxième période ne voit aucun but mais Skaare compte une deuxième mention d'aide au début du troisième tiers-temps sur un but de Age Ellingsen. Finalement, les deux équipes se séparent à la fin du match sur le score de 3-3 ; ce match nul élimine les Américains des phases finales. Skaare compte quatre aides sur l'ensemble de la compétition.
La saison 1983-1984 du FIF est moins bonne que la précédente puisque l'équipe se classe quatrième de la saison régulière. Elle remporte tout de même la médaille de bronze et Skaare est sélectionné dans l'équipe type de la ligue. Sa saison n'est pas pour autant finie puisqu'il joue deux matchs de la fin de la saison régulière de la Ligue centrale de hockey avec les Oilers de Tulsa. En deux rencontres, il compte une passe décisive et un but alors que l'équipe se classe deuxième. En difficultés financières depuis février 1984 ; l'équipe n'est plus financée que par les autres équipes de la LCH et joue tous ses matchs à l'extérieur. Au cours des séries, tous les matchs de l'équipe sont également joués à l'extérieur mais, malgré ce désavantage certain, les Oilers deviennent champions en battant les Golden Eagles de Salt Lake, 4-1, puis en finale des séries les Checkers d'Indianapolis, 4-0. Avec neuf points au cours des séries, deux buts et sept assistances, Skaare est un des trois meilleurs pointeurs de l'équipe à égalité avec le vétéran Robbie Ftorek et le jeune Grant Ledyard.
Comme depuis le début de sa carrière, l'exil de Skaare ne dure qu'un temps et il est de retour avec l'équipe de Furuset pour la saison 1984-1985. Cette dernière se classe quatrième du championnat et accède aux séries. Skaare connaît personnellement sa deuxième meilleure saison avec 67 points dont 35 aides, son record personnel depuis ses débuts. Malgré tout, le FIF perd la finale contre l'autre équipe de la capitale, Vålerenga.
En 1985, Skaare change une nouvelle fois d'équipe et rejoint le club du Bergen IK qui vient juste de fusionner avec le Sportsklubben Djerv, une autre équipe de la région. Il joue trois saisons avec le club, en division 2 en 1985-1986, puis en élite à partir de 1986-1987. Lors de cette saison, il comptabilise 48 points en 27 rencontres. Il joue la dernière saison de sa carrière en 1987-1988, ne participant qu'à cinq rencontres pour quatre points. Lassé de la pression qu'il subit au quotidien, il décide d'arrêter sa carrière professionnelle à l'âge de 30 ans.
Dans la nuit du 21 juin 1989, il est victime d'un accident de voiture sur la route entre Karlskoga et Kristinehamn. Il meurt avant d'arriver à l'hôpital.

## Statistiques

### En club
| Saison    | Équipe                   | Ligue         |    | Saison régulière | Saison régulière | Saison régulière | Saison régulière | Saison régulière |    | Séries éliminatoires | Séries éliminatoires | Séries éliminatoires | Séries éliminatoires | Séries éliminatoires |
| Saison    | Équipe                   | Ligue         | PJ | B                | A                | Pts              | Pun              | PJ               | B  | A                    | Pts                  | Pun                  |                      |                      |
| 1975-1976 | Furuset ishockey         | Norvège       |    |                  |                  |                  |                  |                  |    |                      |                      |                      |                      |                      |
| 1976-1977 | Färjestads BK            | Suède juniors | 40 | 21               | 20               | 41               | 8                |                  |    |                      |                      |                      |                      |                      |
| 1976-1977 | Färjestads BK            | Elitserien    | 9  | 1                | 0                | 1                | 2                |                  |    |                      |                      |                      |                      |                      |
| 1977-1978 | 67 d'Ottawa              | LHJMO         | 38 | 12               | 30               | 42               | 72               | 13               | 3  | 9                    | 12                   | 13                   |                      |                      |
| 1978-1979 | Red Wings de Détroit     | LNH           | 1  | 0                | 0                | 0                | 0                |                  |    |                      |                      |                      |                      |                      |
| 1978-1979 | Red Wings de Kansas City | LCH           | 37 | 8                | 26               | 34               | 18               |                  |    |                      |                      |                      |                      |                      |
| 1979-1980 | Furuset ishockey         | Norvège       | 27 | 23               | 23               | 46               | 0                |                  |    |                      |                      |                      |                      |                      |
| 1980-1981 | Furuset ishockey         | Norvège       | 33 | 38               | 34               | 72               | 49               |                  |    |                      |                      |                      |                      |                      |
| 1981-1982 | Klagenfurt AC            | Autriche      | 28 | 27               | 31               | 58               | 46               | 10               | 11 | 7                    | 18                   |                      |                      |                      |
| 1982-1983 | Furuset ishockey         | Norvège       | 31 | 31               | 22               | 53               | 47               |                  |    |                      |                      |                      |                      |                      |
| 1983-1984 | Furuset ishockey         | Norvège       | 23 | 26               | 28               | 54               | 24               | 4                | 1  | 2                    | 3                    |                      |                      |                      |
| 1983-1984 | Oilers de Tulsa          | LCH           | 2  | 1                | 1                | 2                | 5                | 9                | 2  | 7                    | 9                    | 2                    |                      |                      |
| 1984-1985 | Furuset ishockey         | Norvège       | 35 | 32               | 35               | 67               | 35               |                  |    |                      |                      |                      |                      |                      |
| 1985-1986 | Bergen IK                | Norvège 2     |    |                  |                  |                  |                  |                  |    |                      |                      |                      |                      |                      |
| 1986-1987 | Bergen IK                | Norvège       | 27 | 22               | 26               | 48               | 16               |                  |    |                      |                      |                      |                      |                      |
| 1987-1988 | Bergen IK                | Norvège       | 5  | 1                | 3                | 4                | 2                |                  |    |                      |                      |                      |                      |                      |

### En équipe nationale
| Année | Équipe  | Compétition            |   | PJ | B | A | Pts | Pun       |  | Résultats |
| 1979  | Norvège | Championnat du monde B | 4 | 2  | 2 | 4 | 8   | Quatrième |  |           |
| 1981  | Norvège | Championnat du monde B | 6 | 1  | 2 | 3 | 2   | Sixième   |  |           |
| 1984  | Norvège | Jeux olympiques        | 5 | 0  | 4 | 4 | 4   | Douzième  |  |           |

## Trophées et honneurs personnels
- 1976-1977 : médaille d'argent de Suède
- 1979-1980 :
  - champion de Norvège
  - équipe d'étoiles de Norvège
- 1980-1981 : 
  - équipe d'étoiles de Norvège
  - Gullpucken du meilleur joueur de Norvège
- 1981-1982 : meilleur joueur d'Autriche
- 1982-1983 :
  - champion de Norvège
  - équipe d'étoiles de Norvège
- 1983-1984 : 
  - équipe d'étoiles de Norvège
  - champion de la LCH